# Marie d'Orléans (1457-1493)
Pour les articles homonymes, voir Marie d'Orléans.
Marie d'Orléans (Blois, 19 décembre 1457 - 1493) est une princesse française de la seconde moitié du XVe siècle. Fille aînée du duc Charles d'Orléans et sœur du futur roi Louis XII de France, elle épouse en 1476 Jean de Foix, comte d'Étampes et vicomte de Narbonne, un cadet de la puissante maison comtale de Foix.

## Biographie
Marie, née le 19 décembre 1457 dans le château paternel à Blois, est la fille aînée du duc Charles d'Orléans et de sa troisième épouse, Marie de Clèves. Sa naissance est considérée par les contemporains comme un événement incroyable : le mariage était demeuré stérile durant 16 ans et le père entrait dans sa 63e année. 
Alors fille unique et considérée comme l'héritière du duc d'Orléans, elle est d'abord promise en mariage par celui-ci, le 30 septembre 1461, à Pierre, sire de Beaujeu, frère cadet du duc Jean II de Bourbon, qui vit à la cour du duc d'Orléans depuis 1447. Les fiançailles sont célébrées le 23 mars 1464 dans l’église Saint-Sauveur de Blois et le roi Louis XI donne son consentement au projet de mariage le 8 novembre 1465. 
Cependant, entretemps, la naissance d'un frère en 1462, Louis et d'une sœur, Anne, en 1464, étaient venus remettre en cause l'intérêt des accords de mariage avec Pierre de Beaujeu qui promettaient l'essentiel des biens du duc d'Orléans à la petite Marie. Le 24 avril 1467, Marie de Clèves, qui avait la tutelle de ses enfants après la mort de son époux en 1465, protesta officiellement contre ce mariage que « prétendait faire le roi » Louis XI, qui se faisait au détriment de ses autres enfants Louis et Anne.
Ces fiançailles sont rompues par la suite pour permettre à Pierre de Beaujeu d'épouser en 1473 Anne, fille aînée du roi Louis XI.
Marie épouse le 8 septembre 1476 Jean de Foix, vicomte de Narbonne et futur comte d'Étampes (1478), un cadet de la maison royale de Navarre et favori du roi de France.
Le couple a plusieurs enfants, dont deux seulement survivent :
- un enfant mort-né, au château de Blois, en juillet 1477, inhumé dans l'église des frères mineurs de Blois[7]
- un autre enfant, né vers 1478[8]
- Germaine (1488-1538), reine d'Aragon par son mariage (1505) avec Ferdinand II d'Aragon
- Gaston de Foix (1489-1512), duc de Nemours

Selon le père Anselme, Marie d'Orléans meurt en 1493 à Mazères, soit cinq ans avant l'accession de son frère Louis, duc d'Orléans, au trône de France sous le nom de Louis XII. Les érudits du XVIIe siècle fournissent des informations contradictoires sur sa sépulture. Selon le père Anselme, Marie aurait été enterrée dans l'église paroissiale de la ville de Mazères où elle est morte. D'après Basile Fleureau, elle serait plutôt inhumée dans l’église Notre-Dame d'Étampes, où son époux élira également sépulture en 1500.